# Iglesia de San Miguel (Latre)
La de San Miguel en Latre, municipio de Caldearenas en la provincia de Huesca, Aragón, es una iglesia de principios del siglo XII.

## Historia
La iglesia aunque es de origen románico tuvo en la primera década del siglo XVII unas reformas que alteraron sustancialmente su aspecto,ya que probablemente en el 1608 se construyó la torre según una inscripción en el muro sur de la misma siendo esta reforma a la misma en la  que se llevó a cabo la construcción del atrio, dejando intactos solamente el cilindro absidal y parte del lienzo septentrional.
Se especula la existencia de una reforma posterior en la que se abrieron vanos de iluminación, afectando a la bóveda del templo.
El templo ha tenido varias reformas como la del 2006 en la cual se abrió una ventana para poder ver el crismón trinitario de siete brazos que previamente se encontraba semioculto por el atrio.

### Controversia sobre los frescos del atrio
En enero del 2025 un particular denunció a la Dirección General de Patrimonio de Aragón que el empresario aragonés Eduardo Lacasta, quien fue condenado a 16 años de cárcel por fraude en el 2020, había realizado una serie de obras en el atrio del templo tras reconstruirlo con hormigón, encargando posteriormente al artista zaragozano Sergio Abraín realizar las pinturas del mismo y entre las cuales se encontraba la figura de San Matías, a quien representó con el rostro del empresario.
El empresario negó haber pedido al pintor que lo representara como tal, sino que "Los santos no tienen imagen. La creó el pintor" y que para el la polémica era debido a que parte de la población quería convertir el templo en una mezquita pero que generó mucho malestar general entre la población local, definiendo la actuación como egocéntrica.
Posteriormente el obispado de Jaca negó tener conocimiento alguno de la actuación del empresario, quien reconocía haber comentado al párroco el realizar acciones en el bien pero que tras la respuesta del mismo de la necesidad de pedir permiso al obispado no se volvió a hablar del tema.
Finalmente durante el medio día del 10 de enero del 2025 la cara del santo fue repintada de forma anónima, adquiriendo otro rostro desconocido.

## Descripción

### Los restos románicos
Del templo románico original solamente conserva el ábside semicircular que está construido con sillería  aparejada en hiladas regulares y un pequeño presbiterio, que se observa también en planta. El tambor absidial es liso aunque anteriormente contaba con un vano de medio punto con derrame interior que desde la reforma del siglo XVII se encuentra tapiado mientras que su tejado, hecho con losa, es cónico y se apoya sobre un alero que a su vez está sostenido por canecillos de piedra de los cuales todos son lisos a excepción de cuatro ubicados en el sector suroriental y que representan bolas o bezantes, dos cabezas humanas y un motivo de entrelazo. 
Dentro de los restos románicos que quedan del templo original también se encuentra el crismón trinitario de siete brazos con decoración de flores de botón con cuatro flores que se encuentra ubicado sobre la portada, que se encuentra en el muro sur sobre el vano de la portada y que fue recuperado tras unas reformas en el 2006.

### Elementos posteriores
El pórtico se abre en el muro sur, sobre el acceso al templo, a la torre y a la casa abadía, mediante dos arcos de medio punto gemelos que se separan entre sí por un pilar y se cubre con lunetos. La casa abadía se extiende pasado el hastial de la iglesia y cuenta con un piso que en parte se apoya en el atrio, teniendo una ventana adintelada sobre ambos arcos del mismo y bajo la cual se encuentra un crismón románico de origen desconocido.
La torre, construida en silleria en su parte baja y sillarejo en la alta, es de planta cuadrada y de baja altura contando con dos ventanas adinteladas que iluminan la parte media de la torre mientras que la parte superior, bajo la cubierta piramidal de cuatro aguas, cuenta con dos vanos estrechos de medio punto para las campanas en el lado sur y oeste. En la parte baja de su muro sur cuenta con un vano circular, agujereado en el centro de un sillar, que tiene inscrito “AÑO / 1608 / M.I. / R.R.”

### Interior
En su interior la nave se encuentra dividida en cuatro tramos desiguales en tamaño y cobertura ya que el primer tramo se cubre con bóveda de cañón, el segundo tiene dos capillas-hornacina laterales bajo arcos de medio punto rematados con una moldura mientras que el propio tramo está bajo una bóveda de lunetos y los arcos fajones que lo delimitan apoyan sobre pilastras, teniendo en el muro sur un vano de comunicación con la parte baja de la torre, que ejerce de sacristía.  El tercer tramo es más amplio es donde se encuentra la entrada al templo y se cubre con una falsa bóveda rebajada que se apoya en unas pechinas, bajo el cual y frente a la puerta de acceso se ubica una puerta en un arco rebajado a través del cual se acceden a unas escaleras que llevan al coro, que está sobre una bóveda muy rebajada, en la que se encuentra la pila bautismal copa hemisférica con pie muy corto, bajo unos lunetos que comprende el cuarto tramo. En el muro del hastial se abre una ventana de gran derrame que al exterior adquiere forma de óculo octogonal.
La cabecera es plana debido a la reforma barroca que tapó el espacio originalmente circular, dejando solamente un rebaje en forma de hornacina para colocar el retablo mayor que fue tallado entre el 1724 y 1725, representando al arcángel San Miguel matando al dragón como figura central mientras que a los lados se encuentran representadas Santa Águeda y Santa Bárbara. El templo cuenta también con otros dos retablos barrocos.

## Cultura
Se tiene constancia de la existencia de una cofradía mixta, llamada la Cofradía del Santísimo Rosario, que fue fundada el 25 de septiembre del 1780 copiando los estatutos de otra cofradía intitulada en honor a San Salvador y que continuó funcionando hasta el 1933 cuando su actividad cesó bruscamente.